# Persepolis FC
Persepolis FC (persky باشگاه فوتبال پرسپولیس ) je íránský fotbalový klub hrající íránskou ligu, kterou devětkrát vyhrál. S pěti vítězstvími v Hazfí poháru je Persepolis FC nejslavnější íránský klub, počet jeho příznivců se odhaduje na čtyřicet milionů.

## Historie
Persepolis byl založen v roce 1963 členy Teheránského gymnastického klubu. První národní trofej FCB získal v roce 1974, když v rozhodujícím zápasem ligového ročníku porazil Esteghlal FC 2-0. Po revoluci byl klub přejmenován na Pirouzi (Vítězství), protože nový režim odmítal připomínky předislámské Achaimenovské říše. Tato změna se však mezi fanoušky neujala a v roce 2012 byl oznámen návrat k původnímu názvu.

## Úspěchy
- Mistr Íránu: 1971–72, 1973–74, 1975–76, 1995–96, 1996–97, 1998–99 *, 1999–2000, 2001–02, 2007–08, 2016/17, 2017/18, 2018/19, 2019/20, 2020/21, 2022/23
- Vítěz poháru: 1987–88, 1990–91, 1998–99, 2009–10, 2010–11
- Asijský pohár vítězů pohárů: vítěz 1991